# Claus Trasbo
Claus Trasbo (født 13. oktober 1967) er landstræner for det danske herrelandshold i vandpolo og tidligere landsholdspiller.
Da Svømmeklubben Frem fra Odense 2007 vandt klubbens tyvende Danmarksmesterskab i vandpolo var Trasbo, som spillende træner, en af tre spillere som havde været med alle tyve gange. De to andre var Brian Olsen og Torben Harder. Trasbo satte efter dette punktum for sin aktive vandpolo karriere.
Claus Trasbo er skolehjemsinspektør på Syddansk Erhvervsskole. Brian Olsen er fortsat i klubben, hvor Torben Harders bror, Michael Harder, fortsat spiller og er kaptajn på klubbens bedste hold. Michael Harder har foreløbig 18 danske mesterskaber.